# NBC Tower
La NBC Tower è una torre per uffici di Chicago, Illinois.

## Caratteristiche
Situato al 454 di North Columbus Drive nella zona Magnificent Mile del centro di Chicago, l'edificio di 37 piani è stato completato nel 1989 e raggiunge i 191 metri di altezza. Gli uffici, gli studi e la stazione WMAQ-TV di Chicago della NBC si trovano qui dal 1989 e il 1º ottobre di quell'anno, la WMAQ-TV trasmise il suo primo telegiornale negli studi dell'edificio, alle 10:00 di quella sera. Più tardi, Telemundo e WSNS-TV, dopo la loro acquisizione nel 2002 da parte della NBC, hanno iniziato a registrare i loro programmi all'interno dell'edificio.
Il design, realizzato da Adrian D. Smith della Skidmore, Owings and Merrill, è considerato come una delle migliori riproduzioni dello stile dell'Art déco. Si ispira al 30 Rockefeller Plaza di New York City, dove è situata la sede centrale della NBC. La torre è ulteriormente arricchita dall'utilizzo di pontili in pietra calcarea e vetro colorato incassato con rinforzi in granito. L'edificio prende ulteriori spunti dalla vicina Tribune Tower con l'utilizzo di archi rampanti. Sulla cima del grattacielo sono presenti una torre di trasmissione di 40 metri e una guglia. Gli studi WSCR radio/ WMAQ e STL erano situati nell'edificio fino al 2006, quando furono trasferiti nel Two Prudential Plaza. 

## Show registrati
Oltre a ospitare vari telegiornali, gli studi hanno ospitato e ospitano i seguenti programmi televisivi: 
- iVillage Live (2007)
- The Jenny Jones Show (1991–2003)
- The Jerry Springer Show (1991-2009; trasmesso da qui dal 1992 al 2009)
- Judge Jeanine Pirro (2008–2011)
- Johnny B ... On The Loose (1991)
- Judge Mathis (1999-oggi)
- Kwik Witz (1996–1999)
- Merv Griffin's Crosswords (2007–2008, solo spettacoli pilota)
- Sports Action Team (2006–2007)
- The Steve Wilkos Show (2007-2009, trasferito in Connecticut nel 2009)
- Steve Harvey (2012–2017)

## Galleria d'immagini

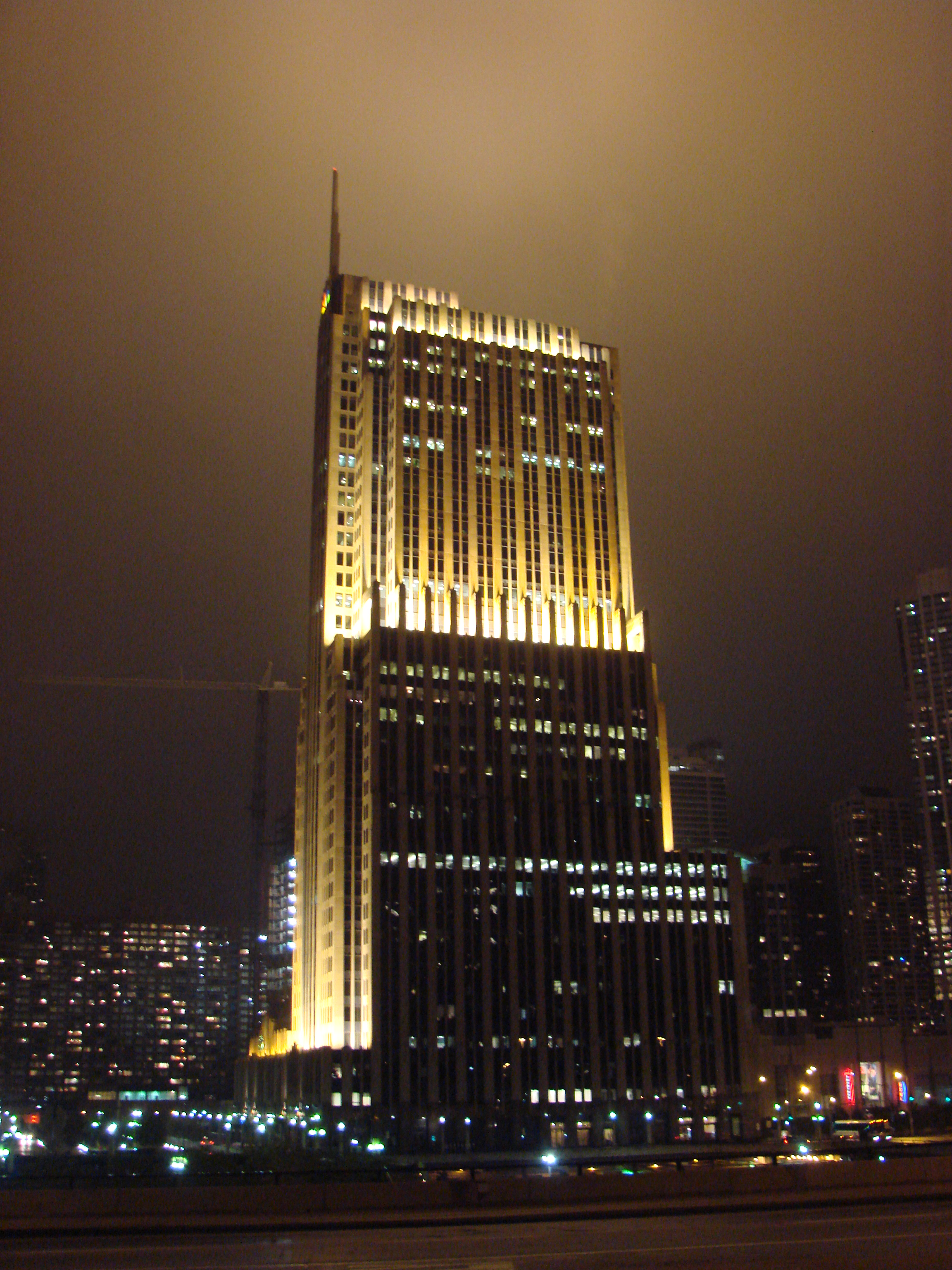
L'edificio da nord di notte
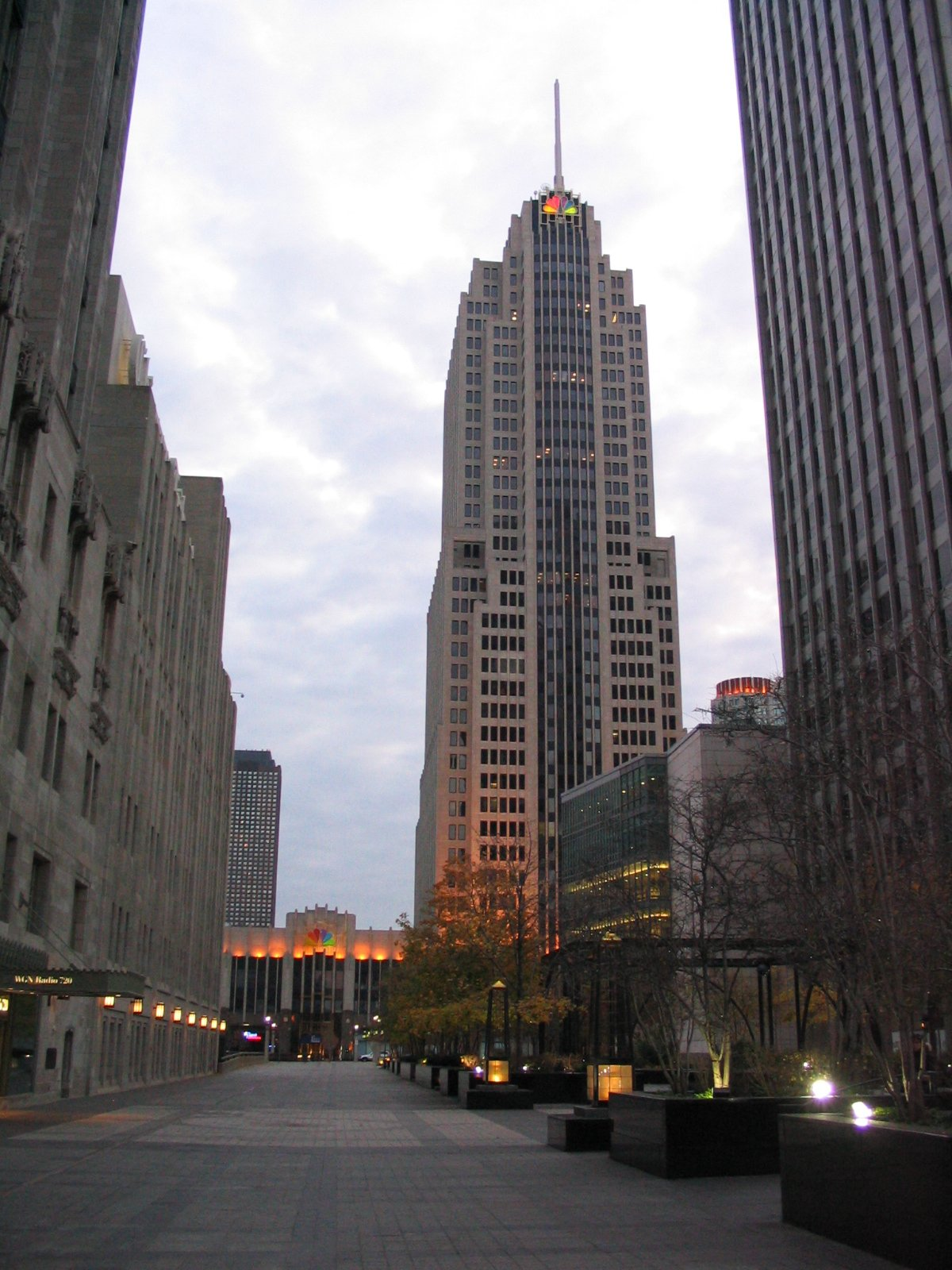
L'edificio da est
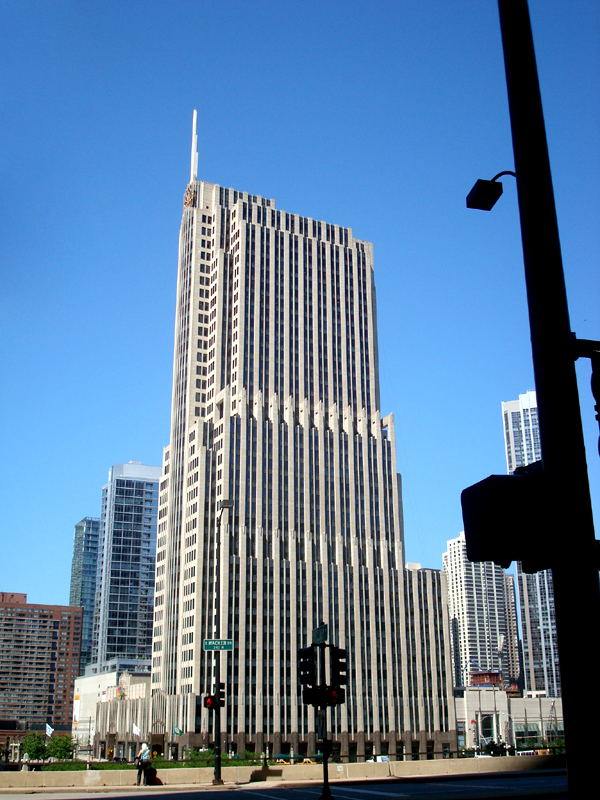
L'edificio da nord
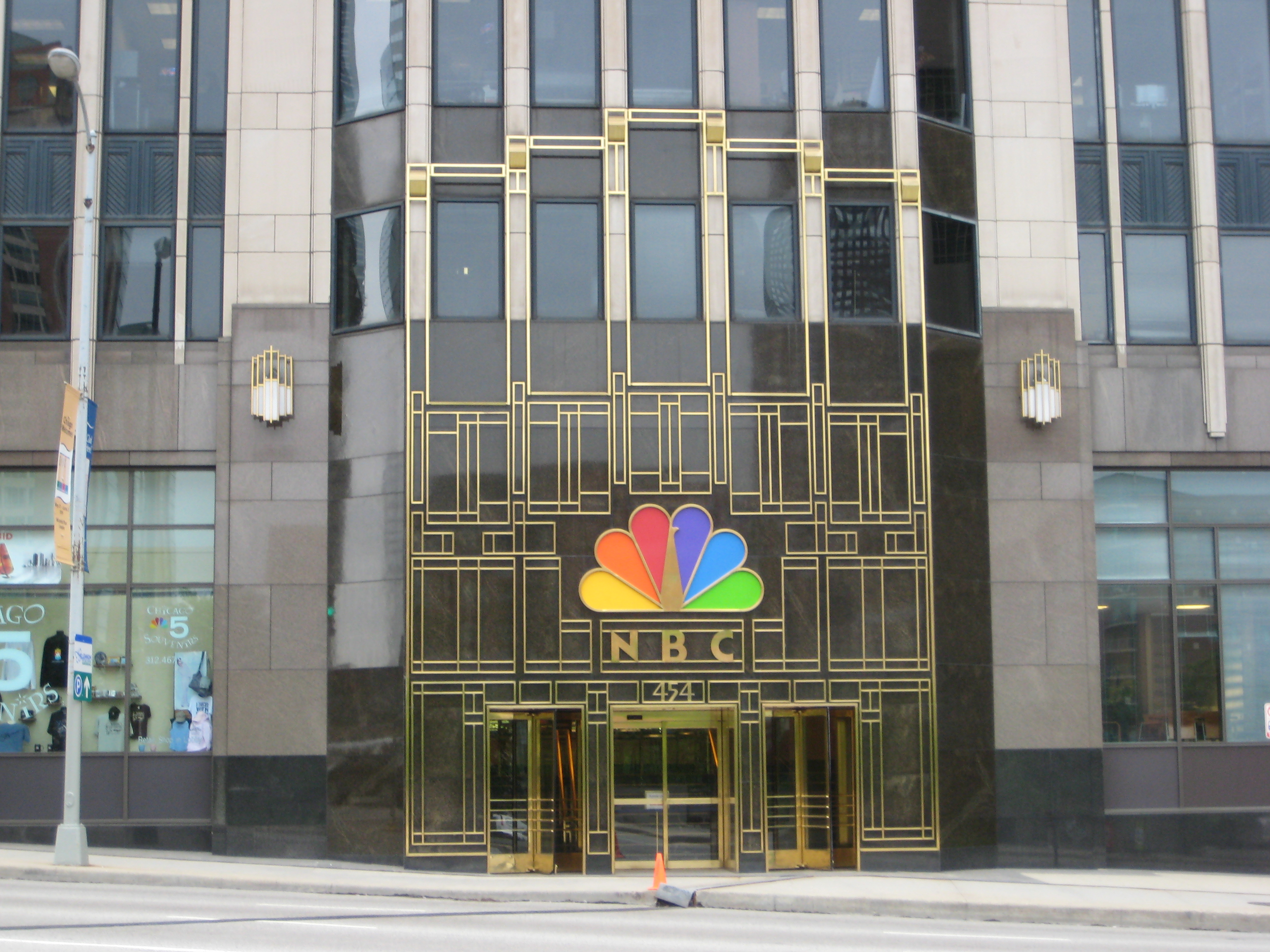
Ingresso di Columbus Drive